# カムランの戦い
カムランの戦い（カムランのたたかい、Battle of Camlann）は、アーサー王の最後の戦い。キャムランの戦いとも。『カンブリア年代記』などの歴史資料にもこの戦いについての記述がみられる。また、伝説によればアーサー王はこの戦いの最後に死亡したとも、傷を癒すためにアヴァロンへ向かったともされる。

## 史書
史書の類に現れる記録のうち、最古のものは『カンブリア年代記』である。それによると、西暦537年に「アーサーとメドラウト（Medraut、モルドレッドと同一人と見られる）がカムランの戦いで死亡した」との記述がある。しかし、「アーサー王とモードレッドが敵同士として戦った」とは書かれていない。
ジェフリー・オブ・モンマスの『ブリタニア列王伝』以降の文献では一般的に、「アーサー王の遠征中にモードレッドが反乱を起こし、それをアーサー王が討伐したが、重傷を負ったため治療のためアヴァロンへ向かう」という設定になっている。ちなみに、『ブリタニア列王伝』によればカムランの戦いは、ベイドン山の戦いから20年後ということになっている。
カムランの位置については諸説あるものの、定かではない。北サマセットのクイーンキャメルや、キャメルフォード付近などが候補として挙げられている。ただ、「カムラン（camlann）」という名前であるからには、「ねじまがった土手（crooked bank）」のある古戦場のどこかにカムランがあるということになる。

## アーサー王物語

### 開戦までの流れ
アーサー王は離反したランスロット卿を追ってフランスに赴くが、王の留守をついてモルドレッド卿が王権を簒奪する。この報を受けたアーサー王は急遽ブリテンに引き返すが、ドーヴァーへの上陸に際してガウェイン卿が命を落としてしまう。国に戻ったアーサー王はモルドレッド卿に王位を返すよう求めるが拒まれ、両者の軍勢がカムランで対峙することになる。
その最中、アーサー王の陣中にガウェイン卿の霊が現れ、援軍としてランスロット卿が到着するまで戦を止めるよう王に忠告する。アーサー王はこれを聞き入れ、モルドレッド卿に休戦の申し入れをする。両軍は一触即発の緊張をもって和議に臨むが、毒蛇に噛まれた一人の騎士が剣を抜いたことをきっかけに衝突が起き、ついにカムランの戦いが始まってしまう。

### 結末
激戦の末、戦場に残ったのはアーサー王、その配下のルーカンとベディヴィア（グリフレットとの説もある）、そしてモルドレッド卿のみとなる。一騎討ちの末、ついにアーサー王は槍でモルドレッド卿を討ち果たすが、王もまた深手を負う。ルーカンは王を助け起こすが、自身も瀕死の重傷を負っていたため力尽きる。死を悟ったアーサー王は最後まで付き従ったベディヴィア（グリフレット）にエクスカリバーを湖に投げ入れるように命じる。王は望み通り剣が湖の乙女に返されたことを聞き届けたのち息絶える。別の伝説では、傷を癒すためにアヴァロンに向かうもそこで死を迎えたとも、今なお回復の途上にあり、いつの日か再び現れブリテンを支配するともされている。